# Merkes van Gendt

Geslachtswapen (1846)

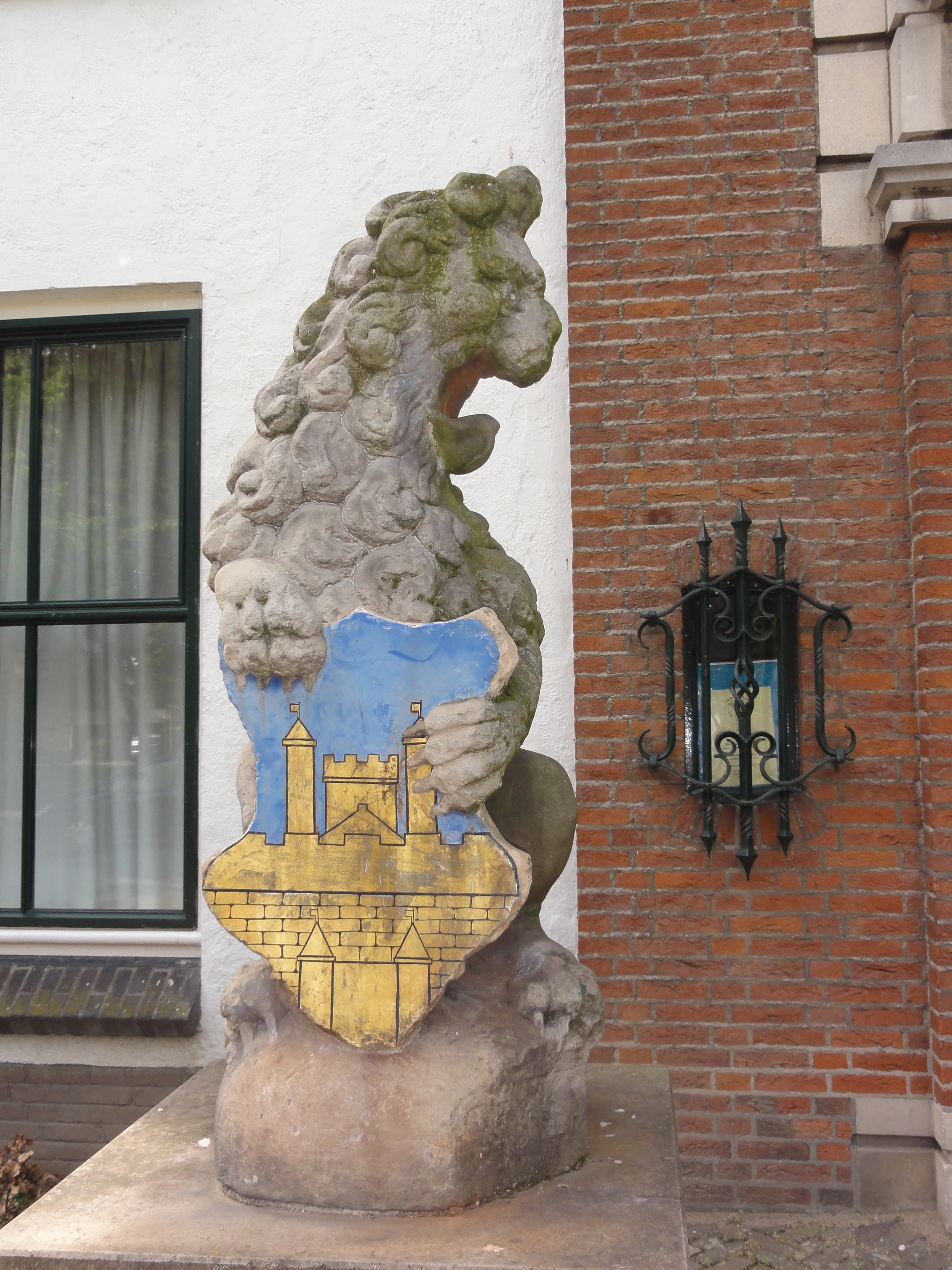
Wapenleeuw afkomstig van het voormalig huis te Gendt

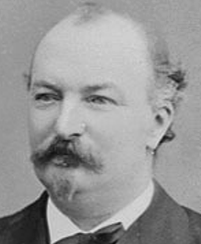
Jhr. Frederik Gerrit Edmond Merkes van Gendt (1831-1884)

Merkes van Gendt is een Nederlands geslacht waarvan leden sinds 1846 tot de Nederlandse adel behoren en is uitgestorven.

## Geschiedenis
De stamreeks begint met Gerrit Marcusse uit Keulen die rijnschipper was en na 11 april 1725 overleed. Zijn zoon Willem Marcus (Merkes) (1684-1746) werd in 1706 burger van Nijmegen. Een kleinzoon van de laatste werd officier in statendienst en burgemeester van Gendt; diens zoon werd bij Koninklijk Besluit van 25 augustus 1846 verheven in de Nederlandse adel.

## Enkele telgen
Gerrit Willem Merkes (1763-1838), officier in statendienst, burgemeester van Gendt, bewoner van huis te Gendt
- Jhr. Johannes Gerrit Willem Merkes van Gendt, heer van Gendt en Erlecom (1798-1859), kolonel, vestingdeskundige, adjudant van Willem II
  - Jhr. Frederik Gerrit Edmond Merkes van Gendt, heer van Gendt en Erlecom (1831-1884), 1e luitenant, lid van de Eerste Kamer
  - Jkvr. Ida Honorine Stéphanie Merkes van Gendt (1836-1916), waarschijnlijk laatste telg van het geslacht; trouwde in 1857 met Lodewijk Ernest Frederik Bolomey, heer van 's-Gravenmoer (1824-1907), kolonel titulair
  - Jhr. Willem Julien Lodewijk Merkes van Gendt, heer van Gendt en Erlecom (1840-?), componist